# Más que hermanos
Más que hermanos es una película panameña de 2017, dirigida por Arianne Benedetti. Protagonizada por Drew Fuller, Valerie Domínguez y Robin Durán. 
Fue seleccionada para la categoría de Mejor Película Extranjera en la edición 90° de los Premios Óscar, pero no logró ser nominada.

## Sinopsis
La película trata de los hermanos Joshua (Mike Méndez, luego Robin Durán) y Mía (Jacqueline Breebart, luego Valerie Domínguez), quienes luego de la muerte de sus padres y al negarse en estar separados en distintos orfanatos, se educan en los suburbios y viven una serie de situaciones difíciles para salir adelante y lograr sus objetivos de vida.
Cabe destacar que la película es narrada por el doctor Vianni (Drew Fuller), el amor de la vida de Mía y quién se encuentra escribiendo un libro acerca de la vida de ambos hermanos, por petición de Mía.

## Reparto
- Drew Fuller como Chris Vianni.
- Valerie Domínguez como Mía Bedi.
  - Jacqueline Breebart como Mía Bedi (niña).
- Robin Durán como Joshua Bedi.
  - Mike Méndez como Joshua Bedi (niño).
- Arianne Benedetti como Mani Rombo.
- Claudio Gallardou como el abogado.
- Eric Roberts como Papa Chino.
- Juana Viale como Sra. Bedi
- Adrián Benedetti como Sr. Bedi
- María Conchita Alonso como Puchy.
- Miroslava Morales como Penny.
- Maritza Lowinger como Nona.
- Isabel Burgos como María, la esposa del abogado.
- Marco Oses como Fede.
- Ludwik Tapia como Detective.
- Abel Adrián González como Detective.
- Mayín Correa como la jueza.
- Roly Sterling como trabajador social.

 Mario Pineda es Mario .